# Vilain Frères
Pour les articles homonymes, voir Vilain.
Vilain Frères est un constructeur automobile français.

## Production
La société Vilain Frères, basée à Paris, a commencé à produire des automobiles en 1900. Le nom de marque était Vilain. Les véhicules vendus en Angleterre y ont reçu le nom de „Motormobile“. La production s’est terminée dès 1902
.